# Tonj (Fluss)
Der Tonj River (auch: Ibba River, Nyatt Ayok) ist ein Fluss in Südsudan. Er ist ein rechter Zufluss des Bahr el-Ghazal.

## Geographie
Der Tonj entspringt im Süden des Bundesstaates Western Equatoria, unweit der Grenze zu Haut-Uele in der Demokratischen Republik Kongo.
Er durchfließt das Tonj South County in Western Equatoria und von da die Bundesstaaten Warrap und Unity State. Der zentrale Teil des Flusses durchfließt den Southern National Park. Diese Gegend ist gewöhnlich im März überschwemmt und mit Motorfahrzeugen nicht passierbar.
In Warrap durchquert der Fluss die gleichnamige Stadt Tonj. Etwas nördlich des Wancual Airport mündet der Fluss in den Bahr el-Ghazal.
Der Tonj verliert sich vor seiner Mündung und bildet zusammen mit dem Bahr al-Ghazal und weiteren Flüssen den Bahr al-Ghazal-Sumpf. Darin vereinigt er sich mit einigen seiner Nebenflüsse wie dem Gel und dem Naam. Erst die Mündung selber wird wieder ein Verlauf durch den Ambadi-See und den Lake Abu Shanab erkennbar.

## Hydrologie
Das Einzugsgebiet des Tonj / Ibba umfasst eine Fläche von ca. 27.000 km².
Der Jahresniederschlag erreicht durchschnittlich 1220 mm.
In Tonj erreicht das Flussbett eine Breite von 70 m und eine Tiefe von 3 m; der maximale Abfluss liegt bei 100 m³/s.
Die Abflussmenge des Tonj wurde am Pegel Tonj über die Jahre 1944 bis 1985 in m³/s gemessen.

## Umwelt
Im Oberlauf des Flusses finden sich dichte Wälder, die jedoch nach und nach Grasflächen weichen, bis der Fluss insgesamt durch eine Grassteppe verläuft.
Die Flutebene des Flusses verbreitert sich immer stärker im Bereich des Unterlaufs.
Im Norden von Tonj ergießt sich der Fluss in eine weite Lagune aus der zahlreiche kleine Arme in einen Grassumpf entwässern.
Von Juli bis Dezember herrscht in Warrap Flut, wobei einige Teile völlig isoliert werden.

## Sources
- A. B. Anderson: The Sudan's Southern National Park. rhinoresourcecenter.com In: African Wild Life. 1949, vol. 3, 1: S. 24–29, 55.
- Harold Edwin Hurst, P. Phillips, R. P. Black: The Nile Basin. Government Press 1931.
- Node: Tonj (241883142) In: OpenStreetMap Node: Tonj (241883142).
- M. M. A. Shahin: Hydrology of the Nile Basin. Elsevier 1. Januar 1985. ISBN 978-0-08-088756-2
- State Report Warrap. International Organization for Migration (IOM) iom.int 2009.
- Unity State - Detailed Transport Map January 2013. reliefweb.int ReliefWeb.